# Черазуоло (Изернија)
Черазуоло је насеље у Италији у округу Изернија, региону Молизе.
Према процени из 2011. у насељу је живело 151 становника. Насеље се налази на надморској висини од 687 м.